# Diclofenaco etalhialuronato
El diclofenaco etalhialuronato (INN, USAN; de nombre comercial Joycle) es un fármaco antiinflamatorio que mejora la función articular. En Japón está aprobado para su uso en el tratamiento de la artrosis de rodilla.
Químicamente, el diclofenaco etalhialuronato consiste en el fármaco diclofenaco —un antiinflamatorio no esteroideo— unido covalentemente al ácido hialurónico. En el cuerpo, el diclofenaco se libera lentamente mediante escisión, lo que permite que el diclofenaco etalhialuronato actúe como una forma de liberación prolongada de diclofenaco.